# Aleš
Aleš je jméno řeckého původu. Vzniklo jako staročeská domácká podoba ruského jména Alexej, které pochází z řeckého slova alexein, to znamená bránit a někdy se přeneseně vykládá jako „štít, záštita, pomoc“. Podobné je jméno Alexandr ve významu „obránce mužů“. Aleš může být i příjmení. Jeho významným nositelem byl Mikoláš Aleš.
Alešové slaví svátek 13. dubna.

## Domácké podoby
Alda, Alešek, Alin, Ála, Alíša, Ája, Ali, Lešek, Áša
U uvedené podoby Lešek se spíše jedná o samostatné jméno polského původu, mající význam „lstivý“.
Pochopitelně nejde o obdobu ruského jména, ale obdobu jména Alex, Alexander, které se do českého prostředí dostávalo dávno, před začátkem ruského vlivu na Evropu v 17., resp. 18. století. Je to změna původního řeckého jména, které se k nám dostalo zřejmě už ve středověku přes Středomoří (hojně rozšířené).

## Statistické údaje
Následující tabulka uvádí četnost jména v ČR a pořadí mezi mužskými jmény ve srovnání dvou roků, pro které jsou dostupné údaje MV ČR – lze z ní tedy vysledovat trend v užívání tohoto jména:
| Rok       | Četnost    | Pořadí   |
| 1999      | 30 814     | 35.      |
| 2002      | 31 151     | 34.      |
| Porovnání | o 337 více | o 1 lépe |
| 2006      | 32 134     | 33.      |

Změna procentního zastoupení tohoto jména mezi žijícími muži v ČR (tj. procentní změna se započítáním celkového úbytku mužů v ČR za sledované tři roky 1999–2002) byla + 1,8 %.

## Aleš v jiných jazycích
- Slovensky: Aleš
- Slovinsky: Aleš
- Bělorusky: Ales
- Italsky: Alessio
- Maďarsky, nizozemsky, německy: Alex
- Španělsky Aleix
- Anglicky: Alex

## Známí Alešové
- Aleš Brichta – zpěvák
- Aleš Cibulka – český moderátor
- Aleš Černý – český malíř
- Aleš Háma – český moderátor, herec a zpěvák
- Aleš Hemský – český sportovec, hokejista
- Aleš Hrdlička – antropolog a lékař
- Aleš Kokot - slovinský fotbalista
- Aleš Kot – první český komiksový scenárista úspěšně píšící v USA
- Aleš Kotalík – český sportovec, hokejista
- Aleš Lehký – zpěvák, člen skupiny Lunetic
- Aleš Najbrt – grafik, designer a filmař
- Aleš Procházka – český herec
- Aleš Sigmund – český kytarista a skladatel
- Aleš Skřivan – historik
- Aleš Svoboda – český bojový pilot, člen záložního týmu astronautů Evropské kosmické agentury
- Aleš Valenta – akrobatický lyžař
- Aleš Vřešťovský z Rýzmburka – husitský hejtman
- Aleš Ulm – český zpěvák a moderátor
- Aleš Zbořil – český moderátor a herec

## Aleš jako příjmení
- Mikoláš Aleš – český malíř